# Pepperball

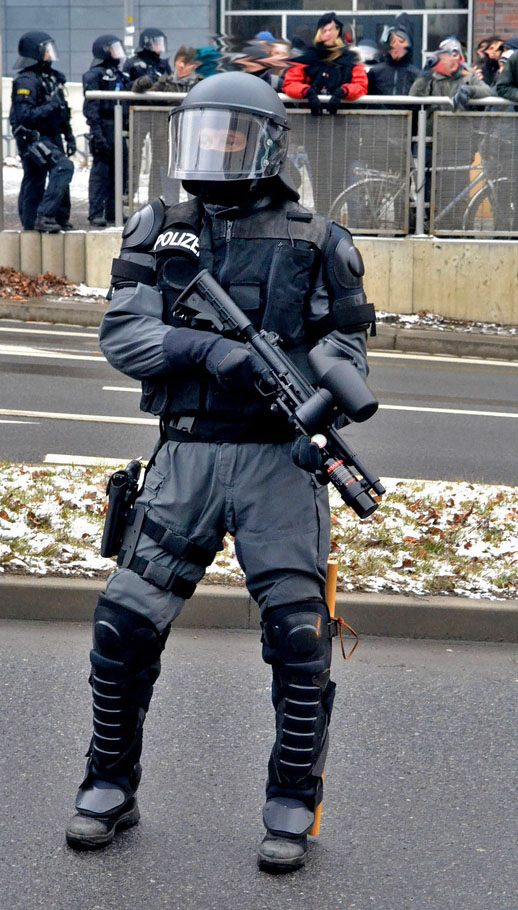
SEK-Polizist mit Pepperballgewehr in Dresden

Pepperballs (Pfefferspraygeschosse) sind eine Munition, die von Einsatzkräften ähnlich wie Pfefferspray eingesetzt wird, aber über größere Distanz mit einem Gewehr verschossen wird. Typisch ist die Verwendung bei Auflösung von Menschenansammlungen sowie der Eindämmung von Krawallen.
Die mit Capsaicinstaub bestückten Kapseln zerbrechen beim Aufprall, der mit der Wucht eines Paintballs vergleichbar ist. Gelangt ein Pepperball dabei jedoch ins Auge, kann dies zu Erblindung oder gar dem Tod der betroffenen Person führen. Dennoch zählen Pepperball-Geschosse, deren Einsatz in Deutschland streng beschränkt ist, zu den nichttödlichen Waffen.

## Funktion und Wirkung
Der Reizstoff wird mit einer speziellen Schusswaffe in rundlichen Kapseln aus zerbrechlichem Plastik verschossen. Diese dringen nicht in den Körper ein, zerplatzen jedoch bei der Wucht des Aufpralls, so dass der Reizstoff (in der Regel künstliches Pfefferpulver PAVA Capsaicin II) unmittelbar am Körper freigesetzt wird.
Treffen die Pfeffergeschosse auf nackte Haut, so kommt es zu brennendem Schmerz auf der Haut, auch Abschürfungen und Hämatome sind möglich. Außerdem reizen Pepperball-Geschosse schmerzhaft Atemwege, Augen und Haut und können zusätzlich Erstickungsgefühle oder Brechreiz verursachen. Die Wirkungsdauer kann bei bis zu 15 Minuten liegen, wobei auch eine vorübergehenden Erblindung möglich ist.

## Anwendung in unterschiedlichen Ländern

### Einsatz in Deutschland
In Deutschland wurden solche Waffen erstmals im Februar 2010 per Verwaltungsbeschluss für die Sächsische Polizei nur bis Brusthöhe und darunter zugelassen, im übrigen Land nur zur Gefahrenabwehr gegen Angriffe durch Tiere.
Der Einsatz von Pepperball-Gewehren ist in Deutschland umstritten und fand offenbar erstmals bei der Auflösung von Sitzblockaden gegen eine Neonazi–Demonstration in Dresden am 19. Februar 2011 statt. Kurz zuvor erließ das Landesinnenministerium die Pepperball-Vorschrift „VwV PeBa SEK“ und regelte, dass das sächsische Spezialeinsatzkommando (SEK) die mit Capsaicin II gefüllten Kugeln auf Menschen abfeuern durfte.
Das LKA Sachsen bestätigte damals die Verwendung von Pfeffergeschossen, konnte sich jedoch weder auf entsprechende technische Richtlinie noch auf eine gesundheitliche Risikobewertung der genutzten Stoffe berufen. Die Einsatzkräfte waren angewiesen worden nicht auf die Gesichter der Demonstrierenden zu zielen.
Für das Mitführen außerhalb des privaten Bereiches ist in Deutschland ein Waffenschein für Pfefferballschusswaffen erforderlich. Ein Einsatz gegen Menschen ist auch bei einer Reichweite von unter zehn Metern verboten, sie dürfen nur zur Abwehr von Tieren verwendet werden. Pepperball-Gewehre sind in Deutschland nicht für den Einsatz durch private Sicherheitsdienste zugelassen.

### Todesfall in den USA
Bei Polizeikräften in den USA wurde eine Unterart dieser Waffe, der „TAC 700 Launcher“ der Pepperball Technologies Inc. teilweise wieder abgeschafft, nachdem es beim Auflösen einer Menschenmenge, im Baseballstadion Fenway Park, in Boston, 2004 zu einem Todesfall gekommen war. Durch einen Schuss in die Menschenmenge verstarb die 21-jährige Journalismus-Studentin Victoria Snelgrove, nachdem das Geschoss ihr Auge getroffen hatte.

### Verwendung bei den Proteste in Hongkong
Während der Proteste in Hongkong 2019/2020 verwendeten Einsatzkräfte der chinesischen Polizei nach Angaben von Amnesty International Pepperballs nicht nur gegen Demonstranten, sondern beschossen damit am 7. und 8. September 2019 auch gezielt sichtbar gekennzeichnete Journalisten.